# Quebrada Tacagua
La Quebrada Tacagua es un pequeño río de la Cordillera de la Costa al norte de Venezuela que pasa por parte de la ciudad de Caracas y el estado La Guaira, tiene su origen alrededor del sector La Matica de Catia, parroquia Sucre, del municipio Libertador de Caracas a 1580 m s. n. m., tiene una longitud de 21,6 km desde su cauce hasta su desembocadura en el Mar Caribe, cerca de la población de Catia La Mar, estado La Guaira.
Esta quebrada transita libremente partiendo de Catia, parroquia Sucre, acompañando buena parte por debajo del viaducto de la Autopista Caracas-La Guaira, aunque también se distribuye en pequeñas localidades cerca de la Carretera Vieja Caracas-La Guaira, luego traspasa la frontera que separa a la capital del país de La Guaira por los linderos de Urimare para finalmente llegar a Catia La Mar, donde desemboca en el Mar Caribe (específicamente en Maiquetía).
En 1825 unos 200 colonos escoceses contratados en Londres por John Diston Powles llegaron a la Colonia del Topo Tacagua al norte de Caracas. Al poco tiempo, los colonos comenzaron manifestar los problemas que impedirían los intentos por establecerse en el país alegando dificultad de aclimatación, desconocimiento de la agricultura tropical, falta de planificación y de créditos, y de vías de acceso. El cónsul británico, sir Robert Ker Porter, anotó en su Diario, el 9 de febrero de 1826, que las nacientes colonias siempre sufrían dificultades y aprietos que originaban descontento, sintiéndose aún más las privaciones en los establecimientos formados por británicos. En poco más de un año la colonia fracasó y los escoceses fueron repatriados o transferidos a Canadá.

## Desastres Naturales

### Tragedia de Vargas
Desde la Tragedia de Vargas del año 1999, el gobierno propuso distintas medidas de prevención del Litoral Central de La Guaira,ya que es una zona de alto riesgo sujeta a frecuentes inundaciones, algunas de ellas se basan en sistemas de monitoreo de variables hidrometeorológicas. En este trabajo se discutió una metodología para la evaluación de la densidad de la red basada en los registros obtenidos de las estaciones ubicadas en la cuenca de la quebrada Tacagua.

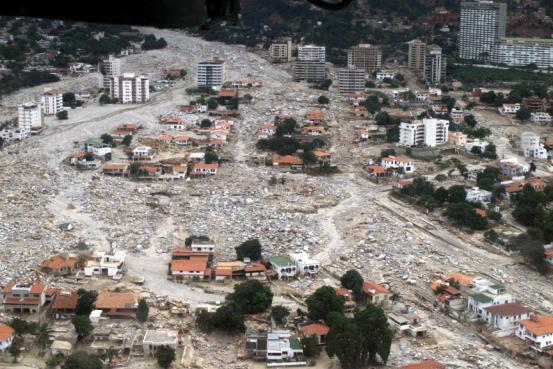
Tragedia de Vargas

Por ello en el 2007, se instaló un Sistema de Alerta Temprana dentro de las cuencas y estaciones de la quebrada Tacagua en el "Plan de Prevención de Desastres y Reconstrucción Social del Estado de Vargas" (PREDERES). El sistema estuvo inicialmente a cargo de la Universidad Central de Venezuela (UCV) y de la Universidad Nacional Experimental Marítima del Caribe (UNEMC), pero luego fue transferido al Instituto Nacional de Meteorología e Hidrología (INAMEH), que lo opera bajo el concepto de un sistema de monitoreo para alcanzar soluciones eficientes y sustentables a los problemas ligados a las inundaciones de las localidades subyacentes de la quebrada Tacagua y otras más.

### Estaciones de monitoreo en las cuencas de Tacagua, Zorra y Mamo
- Alto Irapa
- Alto Maderita
- Alto Paraíso
- Bajo Seco
- Cantinas
- El Banqueo
- Junko
- Junquito Bomberos
- Hermandad Cristiana
- Jeremba
- La Zorra
- Luis Hurtado
- Mamo
- Patio REecreacional
- Petaquire
- Pozo Negro
- Tacagua Desemboca
- Tagua Viaducto[3]

## Contaminación y problemas ambientales
La quebrada es el principal motivo de preocupación por partes de los habitantes subyacentes al arroyo, pues cuando llueve la quebrada se inunda y perjudica las vidas de los habitantes. La quebrada, además del curco de agua que le baja del Ávila, se nutre de todas las tuberías y de las torrenteras de aguas servidas proveniente de la urbe de Catia, Catia La Mar y demás localidades.El torrente sufre además de malos olores que enferman a niños y ancianos, fuertes inundaciones que hacen intransitables las calles y avenidas de no solo pequeñas localidades, sino también Catia la Mar, lugar donde desemboca sin ningún tratamiento de limpieza en el Mar Caribe. Cabe destacar que también el agua que proviene de las cunetas de la autopista terminan siendo desechadas por la quebrada.
Los residentes de Catia reclaman algún tipo de planes de limpieza o de prevención de las quebradas en las distintas comunidades para garantizar la vida, y no las pérdidas humanas o materiales, de producirse las crecidas a causa de las lluvias. En la calle Los Cujicitos y del sector El Rosario de la parroquia Sucre por ejemplo, el 12 de mayo del 2019 la comunidad es el escenario de una tragedia debido a la cantidad de basura, escombros y troncos arrojados a la quebrada, parte de los desechos acumulados se incendió causando daños a una humilde vivienda de la zona.
Por otro lado en la comunidad Tacagua Vieja del sector El Caguajo de la parroquia Sucre, quien se encuentra a las orillas de la autopista Caracas-La Guaira en Catia, los escombros y basura arrojados al cauce de la quebrada representan un peligro inminente. No hay contenedores de basura, y tampoco se lleva a cabo la recogida de desechos sólidos por parte de la Alcaldía de Caracas pese a que se cobra junto con el servicio de la energía eléctrica.

## Videos
- Quebrada de Tacagua al crecer con la Lluvia impide el paso de la comunidad y quedan aislados.
- Crecida de la Quebrada Tacagua en Tacagua Vieja.
- Radiografía de una ciudad: Comunidad Tacagua Vieja presenta fallas en la vialidad

- Datos: Q108501048